# Gottfried Kirchhoff
Pour les articles homonymes, voir Kirchhoff.
Gottfried Kirchhoff est un compositeur né le 15 septembre 1685 à Mühlbeck, au nord de Halle en duché de Magdebourg, et décédé le 21 janvier 1746 à Halle. C'est donc un exact contemporain de Johann Sebastian Bach.

## Biographie
Comme Georg Friedrich Händel, il fut un élève de Friedrich Wilhelm Zachow à Halle puis devint Kapellmeister du duc Holstein-Glücksburg en 1709 et organiste de l'église Benedictine de Quedlinbourg en 1711. Kirchhoff terminera sa carrière comme organiste à la Liebfrauenkirche de Halle. 
Gottfried Kirchhoff a surtout écrit des pièces pour orgue (instrumentales et vocales), pièces destinées à la liturgie. C'est un gros contributeur à la musique d'orgue du XVIIe siècle. Il est l'auteur de deux fantaisies et fugues (BWV 907 et 908) auparavant attribuées à Bach.

## Sources
- (en) Biographie sur Bach-cantatas.com